# ماهاكاسيابا
كان ماهاكاسيابا (باللغة البالية: Mahākassapa) أحد أبرز تلاميذ غوتاما بوذا، ويحظى بتقدير كبير في الديانة البوذية بصفته تلميذ مستنير متفرد في الممارسات النسكية. تولى ماهاكاسيابا قيادة المجتمع الرهباني بعد وصول بوذا إلى البارانيرفانا (الموت) وترأس المجمع البوذي الأول. عُدّ ماهاكاسيابا الأب البطريرك الأول في عدد من المذاهب البوذية المبكرة، وظل يلعب دورًا مهمًا بصفته البطريرك البوذي في طائفتي تشان وزن. في النصوص البوذية، نُسب إلى ماهاكاسيابا العديد من الألقاب منها القديس الزاهد، والمشرّع، ورمز مناهضة للمؤسساتية، و «ضامن العدالة المستقبلية» في زمن بوذا المستقبلي، مايتريا، ووصف بأنه ناسك وصديق البشر جميعًا حتى المنبوذين منهم. 
في العديد من الأعراف في النصوص الدينية البوذية، وُلد ماهاكاسيابا باسم بيبالي في الهند، وتزوج زواجًا مدبرًا من امرأة تدعى بادرا كابيلان. كان ماهاكاسيابا وكابيلان يرغبان بعيش حياة العزوبية، ويرفضان فكرة الزواج، فقررا معًا الامتناع عن ممارسة الجماع، وبعد أن سئما من طبيعة الحياة التي تفرضها مهنة الزراعية والأضرار التي تسببها، تركا معًا الحياة البعيدة عن الممارسات الدينية، وقررا اتباع التسول أسلوبًا للحياة. في وقت لاحق من حياته، التقى بيبالي بوذا الذي عينه راهبًا وأطلق عليه اسم كايابا، إلّا أنه عدّل الاسم لاحقًا إلى ماهاكاسيابا لتمييزه عن غيره من التلاميذ. مع الوقت، أصبح ماهاكاسيابا من بين أهم تلاميذ بوذًا، حتى أن الأخير كرّمه بإعارته رداءه كناية عن نقل تعاليم الديانة البوذية إليه. تفوق ماهاكاسيابا على جميع تلاميذ بوذا في الممارسات التقشفية، وبلغ مرحلة اليقظة في الديانة البوذية بعد ذلك بوقت قصير. كان ماهاكاسيابا كثيرًا ما يدخل بنزاعات مع خادم بوذا، أناندا، بسبب اختلاف أرائهما وأحكامهما. مع أنه اشتهر بصرامته باتباع الزهد والتقشف القاسي منهجًا في حياته، إلا أن ماهاكاسيابا قد أولى اهتمامًا بشؤون المجتمع والتعليم، وقد عرف عنه تعاطقه مع الفقراء، وتسبب ذلك بتصويره على أنه رمز مناهضة المؤسساتية. كان له دور بارز في حرق جثة بوذا بعد وفاته، باعتباره بمثابة الابن الأكبر لبوذا، وشغل بعدها منصب قائد المجمع البوذي الأول. يُروى أن ماهاكاسيابا قد تردد بالسماح لأناندا، خادم بوذا، بالانضمام إلى المجلس، وأنه قد وبخه مرات عدة على عدد من المخالفات التي ارتكبها.
تعمق العلماء بدراسة حياة ماهاماسيابا كما هي موصوفة في النصوص الدينية، وشكك الكثير منهم بدوره في حرق جثة بوذا، وبعلاقته بأناندا وبصحة الوقائع التاريخية المرتبطة بتواجده بالمجلس البوذي الأول وقيادته له. افترض مجموعة من العلماء أنه قد تم تعديل الروايات المرتبطة بالقيمة الرمزية لماهاكاسيابا لتزيينها بهدف التأكيد على قيم المؤؤسة الدينية التي دافع عنها مع التركيز على انضباطه وتمسكه بقيم النسك والرهبنة المعاكسة للقيم التي آمن بها واتبعها أناندا وتلاميذ بوذا الآخرين. على أي حال، لا يخفى على أحد أن لماهاكاسيابا دور مهم في المساهمة بوضع تقاليد رهبانية مستقلة، في الفترة الأولى من إنشاء المجمع البوذي الأولي بعد وفاة بوذا (أو «وصوله للبارينيرفانا» وفقًا للاعتقادات البوذية). أصبح ماهاكاسيابا في الفترة اللاحقة لوفاة بوذا الشخصية الأكثر نفوذًا في المجتمع الرهباني، واعتبر، في العديد من المذاهب البوذية الأولى، البطريرك البوذي الأول، وأول من بدأ سلالة البطاركة البوذيين.
تظهر العديد من النصوص اللاحقة لوضع التعاليم البوذية، اتخاذ ماهاكاسيابا في الفترة الأخيرة من حياته قرار الدخول في الذيانا، حالة من التأمل والامتناع عن الحركة، في كهف يقع تحت جبل كوكوتابادا، لإيمانه بأنّ اتباعه لهذه التعليمات سيمكنه من إبقاء جسده سليمًا لحين ظهور مايتريا بوذا (بوذا المستقبلي). تمخض عن هذه القصة العديد من الممارسات والطقوس في البوذية وأثرت على العديد من الدول التي تنتشر فيها الديانة البوذية حتى بدايات العصر الحديث. فسر العلماء إيمان ماهاكاسيابا بدخول حالة التأمل والامتناع عن الحركة بأنها ترمز لربط بوذا ومايتريا بوذا جسديًا من خلال جسد ماهاكاسيابا ورداء غوتاما بوذا الذي غطى بقايا ماهاكاسيابا. لم تتبنى بوذية تشان هذا التفسير بنفس الدرجة، لكنّ أتباعها رأوا أن ماهاكاسيابا قد تمكن من الوصول حالة خاصة من التواصل من العقل إلى العقل بينه وبين بوذا بعيدًا عن الكتب المقدسة التقليدية التي أصبحت جزءًا جوهريًا من هوية بوذية تشان، وكان رداء غوتاما بوذا رمزًا جوهريًا في هذا التواصل. بعيدًا عن دوره في النصوص والذرية، غالبًا ما يُصوّر ماهاكاسيابا في الفن البوذي على أنه رمز للطمأنينة والتأمل في مستقبل البوذية.

## ماهاكاسيابا في النصوص البوذية الأولى

### بدايات حياته
تقول الروايات أن ماهاكاسيابا ولد في عائلة من طبقة البراهمة الراقية في قرية ماهاتيتا في مملكة ماجادها في الهند. كان والده صاحب أراضي ثري يحمل اسم نياغرودا في بعض المصادر وكابيلا أو كوسيغوتا في مصادر أخرى، أما والدته فكان اسمها سومناديفي. حمل جسده السمات الاثنين والثلاثين للرجل العظيم الذي يمكن أن يكون بوذا المستقبلي وفقًا للتعاليم البوذية. منذ نعومة أظفاره، كان ماهاكاسيابا يميل لعيش الحياة الروحية بعيدًا عن الزواج، إلا أن والده كان يرغب بتزويجه. لمجاراة والده، قام ماهاكاسيابا بنحت تمثال ذهبي لامرأة مثالية البنيان، وطلب من والده أن يجد له امرأة مشابهة للتمثال ليتزوجها، فما كان من والده إلّا أن وزع أربع نسخ من التمثال في أنحاء البلاد للعثور على المرأة المناسبة لماهاكاسيابا. ذاع سيط فتاة اسمها بهادرا كابيلان (بالبالية: Bhaddā-kapilānī) لجمالها، إلا أنها لم تكن مهتمة بالزواج، لكن والداها كانا مصممين على تزويجها، ولإرضاهما، وافقت بهادرا على زيارة ضريح آلهة مباركة معروفة بقدرتها على تأمين الزواج للفتيات من شباب ينتمون لعائلات مرموقة من طبقة البراهمة. علم والداها بالتماثيل التي نشرها والد ماهاكاسيابا في البلاد لتزويج ابنه، وعندما قارنوا التمثال مع الفتاة وجدوا أنها تفوق التمثال جمالًا بدرجات لدرجة أن التمثال بدى بشعًا مقارنة بها. انتشرت سمعة جمالها في البلاد حتى علمت عائلة بيبالي (ماهاكاسيابا) بها، وعرضوا عليها الزواج منه.
بعد ذلك، وفي النسخة البالية من القصة، تبادل الاثنان رسائل أظهرا فيها عدم اهتمامهما بالزواج. عثر أهلهما على الرسائل، وأجبروهما على الزواج رغم رفضهما للفكرة. أما في نسخة المولاسارفاستيفادا للقصة، فقد ذهب بيبالي لزيارة بهادرا دون الكشف عن هويته، وأخبرها أن زوجها المستقبلي سيكون خيارًا سيئًا بالنسبة لها لأنه لا يهتم بالمتعة الحسية، فما كان منها إلا أن كشفت له عن عدم اهتمامها بهذه الأمور أيضًا، وحينها كشف عن هويته الحقيقية. كلا النسختين من القصة تتفقان على موافقة الشاب والفتاة على الزواج والعيش بعزوبية، الأمر الذي أثار استياء والدي بيبالي.
في النسخة البالية من القصة، يصوَر بيبالي على أنه فاحش الثراء ويمتلك العديد من الأراضي والمركبات ويضع أفخم العطور. في وقت لاحق من حياتهما كزوجين لاحظ بيبالي وبادرا أكل الحيوانات لبعضها البعض في الحقول الخصبة أثناء حرثها من قبل العمال الذين يعملون لصالح عائلتيهما، فانتابهما شعور بالشفقة والخوف، وقررا اتخاذ التسول منهجًا لحياتهما وترك الزراعة وراءهما. اتخذ كل واحد منهما طريقًا منفصلًا عن الآخر لمنع نماء أي رابط بينهما ولمنع نشر الشائعات والنميمة.